# Roncador (Brasil)
Roncador es un municipio brasileño situado en el estado de Paraná a una distancia de 435 kilómetros de Curitiba, la capital estadual.
Según el IBGE, el municipio tiene una superficie de 742,1 km² y una población de 11.251 habitantes (2022).

## Historia
En la década de 1920, una Comisión Exploradora encargada de demarcar la carretera que conectaría Paraná con Mato Grosso instaló un campamento que dio origen al pueblo donde se encuentra la sede del municipio de Roncador, haciendo desaparecer a los pueblos originarios que habitaban en la región. La colonización creció y, hacia 1923, llegaron familias de ascendencia europea a la localidad, consolidando la invasión al territorio de los nativos.
Fue creado oficialmente el día 25 de julio de 1960, por medio de la Ley Estatal nº 4245, por la cual el municipio fue emancipado del de Campo Mourão.